# おしゃれ!アイドル学園
『おしゃれ!アイドル学園』（おしゃれ アイドルがくえん）は、2003年10月5日から2004年3月28日までテレビ東京で放送されたバラエティ番組。全26回。放送時間は日曜 10:00 - 10:30 (JST) 。

## 概要
この番組は、アリtoキリギリスと浜口順子が担任を務める「アリキリクラス」と、Tommy February6がプロデュースしたアイドルユニット・Tommy☆angelsが出演する「Tommy's Class」という2つの企画によって構成されていた。アリキリクラスでは、10人のアイドル候補生たちがゲーム・ミニドラマ・トークなどあらゆる企画に挑戦。対するTommy's Classでは、Tommy☆angelsのメンバー4人が歌とダンスを披露していた。
この番組がデビュー作だった渋谷千賀（現・SHANADOOメンバー）をはじめ、注目の新人女性アイドルが多数出演していた。

## 出演者

### アリキリクラス
- 担任：アリtoキリギリス（石塚義之、石井正則）
- 副担任：浜口順子
- 生徒：麻生めい、新井みずか、大城幸枝、坂田知世、坂本ナティ、渋谷千賀、菅井玲、中原ユリ、中村かすみ、二宮歩美 ほか

### Tommy's Class
- Tommy☆angels（さおり、あい、あすか、まいか）

### ナレーター
- やまだひさし

## テーマ曲
- You'll Be My Boy （Tommy☆angels）
- 応援しているから（Tommy☆angels） - 挿入歌に使用。